# O Rosal
O Rosal (trong Tiếng Galician; còn trong Tiếng Tây Ban Nha là El Rosal) là một đô thị trong tỉnh Pontevedra, Galicia, Tây Ban Nha.